# Squamish Five
Les Squamish Five (parfois appelés Vancouver Five)  étaient un groupe anarchiste de « guérilleros urbains » autoproclamés actifs au Canada au début des années 1980. Leur nom choisi était Direct Action.
Les cinq membres étaient Ann Hansen, Brent Taylor (en), Juliet Caroline Belmas (en), Doug Stewart et Gerry Hannah (en). Ces derniers étaient des militants devenus désenchantés et frustrés par les méthodes traditionnelles d'activisme. Le groupe estimait qu'en s'engageant dans une propagande semi-symbolique par l'acte, ils pouvaient pousser les gens à agir eux-mêmes[réf. nécessaire].

## Premières actions
Les premières actions associées au groupe ont consisté à vandaliser le siège d'Amax, une société minière qui avait bénéficié d'une dérogation spéciale aux lois environnementales, et des bureaux du ministère de l'Environnement de la Colombie-Britannique.
Après ces actions, le groupe s'est dispersé. Belmas et Hannah se sont retirés dans les montagnes Rocheuses, et Hansen, Taylor et Stewart ont déménagé sous terre ensemble, devenant plus militants. Ils ont commencé à s’entrainer avec des armes volées dans une zone déserte au nord de Vancouver et ont volé une grande cache de dynamite utilisée pour les travaux de construction. Ils arrivaient à subvenir à leurs besoins avec diverses formes de fraude et de vol.

## Campagnes d'attentats à la bombe

### Attentat à la bombe Cheekye-Dunsmuir
Le 30 mai 1982, Hansen, Taylor et Stewart se sont rendus sur l'Île de Vancouver et ont fait sauter une grosse bombe au poste de Dunsmuir BC Hydro, causant 5 millions de dollars de dommages. Quatre transformateurs ont été endommagés de manière irréparable, mais personne n'a été blessé. Le projet hydroélectrique a été critiqué par certains comme étant insalubre sur le plan environnemental et contribuant à la destruction de la nature sauvage de l'île. Après l'attentat, le groupe a de nouveau recruté Hannah, membre du groupe punk rock Subhumans, bien connu pour ses critiques des dirigeants de BC Hydro ; et Belmas, une idéaliste d'une banlieue qui avait été radicalisée en s'opposant à un point de vente de pornographie dans son quartier de Port Coquitlam .

### Attentat à la bombe de Litton Industries
En octobre 1982, les cinq ont rempli une camionnette volée avec 550 kg de dynamite et se sont déplacés de Vancouver à Toronto. Leur cible était Litton Industries, une société produisant des composants de guidage pour les missiles de croisière américains controversés (beaucoup craignaient que cela augmente le risque de guerre nucléaire). La bombe a explosé le 14 octobre 1982 et ne visait qu'à détruire des biens. La camionnette était garée en pleine vue de la sécurité de l'entreprise, avec un conduit de « boîte d'avertissement » élaboré collésur le capot, affichant un message, une horloge numérique comptant à rebours et un seul bâton de dynamite pour attirer l'attention sur le danger. Belmas a appelé le bureau de sécurité et les a avertis de l'explosion, leur donnant des instructions sur ce qu'il fallait faire et où se trouvait la zone de danger. Le personnel de sécurité a cependant soupçonné un canular et n'a pas réagi assez rapidement pour évacuer l'installation avant l'explosion. L'évacuation ne faisait que commencer lorsque la bombe a explosé quelques minutes plus tôt que prévu, blessant dix personnes. Une zone de stockage où les pièces étaient conservées avant la production et les bureaux situés au-dessus et autour de celle-ci ont été endommagés. Il n'y a eu aucun dommage à l'arrière de l'usine, où le système de guidage a été assemblé.

### Incendies criminelles chez Red Hot Video
Les terroristes ont fui Toronto pour Vancouver et ont cessé leurs activités et entrepris de se cacher clandestinement ensemble. Le 22 novembre 1982, ils réapparurent au sein d'un groupe plus large sous le nom de Wimmin's Fire Brigade. Ils ont ensuite incendié trois franchises de Red Hot Video, une chaîne de magasins de vidéo pornographie qui avait attiré l'attention des militantes féministes et était accusée de vendre des films de pornographie meurtrière. La majorité des magasins ont fermé ou changé de nom [réf. nécessaire].

### Arrestation
Les crimes très médiatisés avaient également attiré l'attention de la police et la Gendarmerie royale du Canada (GRC) était sur le point de les appréhender. Le matin du 20 janvier 1983, tous les cinq membres ont été capturés en route vers leur zone d'entraînement par une unité tactique de la GRC déguisée en équipe de route. L'appréhension s'est produite sur l'autoroute Sea-to-Sky, juste au sud de Squamish, donnant lieu au nom que les médias ont attaché au groupe. Les cinq ont été condamnés à des peines allant de six ans à perpétuité. Seuls Hannah et Belmas, les plus jeunes membres, ont plaidé coupable. Belmas a renoncé à l'utilisation de la violence comme moyen de parvenir à une fin et s'est excusé auprès des victimes. Après avoir entendu sa condamnation à perpétuité, Ann Hansen a jeté une tomate sur le juge.
Tous sont maintenant sortis de prison. Ann Hansen allègue dans ses mémoires que la police les avait sous surveillance au moment de l'action Red Hot Video, ce qui signifierait que la police aurait enfreint la loi afin d'obtenir les preuves nécessaires pour poursuivre les accusations sur les attentats précédents[réf. nécessaire].

## Dans la culture populaire
En 2002, Direct Action: Memoirs of an Urban Guerilla d'Ann Hansen est publié. Tout en reconnaissant les erreurs tactiques et les idées fausses, Hansen soutient que ses actions étaient justifiées et que le capitalisme devrait être défié par une action directe et d'autres formes de protestation.
En 1989, CBC Television a publié un docudrame intitulé The Squamish Five.
Le roman de Caroline Adderson The Sky Is Falling (2010), qui dépeint un groupe de jeunes Canadiens radicalisés vivant en communauté à Vancouver en 1984, est à la fois vaguement basé sur ces événements et fait référence à des moments clés du Squamish Five.
Le groupe de rock The Dead Milkmen a fait référence aux Squamish Five dans VCW (Veterans of A Censored World), une version live de VFW (Veterans Of A Fucked-Up World) de leur album Big Lizard in My Backyard.